# Konzervatoř N. A. Rimského-Korsakova v Petrohradu
Petrohradská státní konzervatoř N. A. Rimského-Korsakova (Leninova řádu), rusky Санкт-Петербургская ордена Ленина государственная консерватория имени Н. А. Римского-Корсакова (zkr. СПбГК) je hudební vysoká škola v Petrohradu, nejstarší konzervatoř v Rusku.

## Dějiny školy
Status konzervatoře byl potvrzen výnosem imperátora Alexandra II. ze 17. (29.) října 1861 jako vzdělávací zařízení Ruské hudební matice v oboru hudby. Zařízení bylo pro první studenty zpřístupněno již o dva roky dříve, a to především díky úsilí věhlasného klavíristy, skladatele a dirigenta Antona Rubinštejna. V souladu s § č. carského 1 výnosu, byla škola založena pod přímou záštitou velkokněžny Jeleny Pavlovny. Později, 8. (20.) září 1862 škola oficiálně zahájila činnost již jako konzervatoř.

## Ředitelé konzervatoře
- 1862–1867 Anton Rubinstein (1829–1894)
- 1867–1871 Nikolaj Ivanovič Zaremba (1821–1879)
- 1871–1876 Michail Pavlovič Azančevskij (1839–1880)
- 1876–1887 Karl Juljevič Davydov (1838–1889)
- 1887–1891 Anton Rubinstein (1829–1894)
- 1891–1897 Julij Ivanovič Johannsen (1826–1901)
- 1897–1905 August Rudolfovič Bernhard
- 1905–1928 Stanislav Ivanovič Gabel/Alexandr Glazunov (1865–1936)
- 1930–1933 Alexej Ivanovič Maširov (1884–1943)
- 1935–1936 Venjamin Solmonivič Buchštejn
- 1936–1939 Boris Ivanovič Zagurskij (1901–1968)
- 1939–1952 Pavel Alexejevič Serebrjakov (1909–1977)
- 1941–1943 Antonina Fjodorovna Lebedeva jako zástupce rektora v době obléhaní Leningradu
- 1943–1944 Grigorij Fjodorovič Fesečko jako zástupce rektora v době obléhaní Leningradu
- 1952–1962 Jurij Vasiljevič Briuškov (1903–1971)
- 1962–1977 Pavel Serebriakov (1909–1977)
- 1977–1979 Jurij Andrejevič Bolšianov (1922–2004)
- 1979–2002 Vladislav Alexandrovič Černušenko (* 1936)
- 2002–2004 Sergej Roldugin (* 1951)
- 2004–2008 Alexandr Vladimirovič Čajkovskij (* 1946)
- 2008–2011 Sergej Valentinovič Stadler (* 1962)
- 2011–2015 Michail Chanonovič Gantvarg (* 1947)
- 2015–dosud Alexej Nikolajevič Vasiljev (?)